# Szydłów-Kolonia
Szydłów-Kolonia – wieś w Polsce położona w województwie łódzkim, w powiecie piotrkowskim, w gminie Grabica.
W latach 1975–1998 miejscowość administracyjnie należała do województwa piotrkowskiego.
Istnieje tam kościół pod wezwaniem Matki Boskiej Nieustającej Pomocy i Świętego Ojca Pio.